# Békés Csaba
Békés Csaba (Nyírbátor, 1957. február 3. – ) akadémiai díjas magyar történész, a Budapesti Corvinus Egyetem egyetemi tanára, az MTA doktora, a Társadalomtudományi Kutatóközpont emeritus kutatóprofesszora, a Cold War History Research Center alapító igazgatója.

## Élete
1971 és 1975 között a kaposvári Táncsics Mihály Gimnázium tanulója volt.
1978 és 1983 között a József Attila Tudományegyetem történelem–angol szakán tanult. 1989-ben dr. univ, 1998-ban PhD, 2009-ben Dr. Habil tudományos fokozatot kapott.
2013-ban a megkapta a Magyar Érdemrend Lovagkeresztje kitüntetést „a hidegháborús időszak politikai- és diplomáciatörténetének nemzetközileg is elismert kutatásáért, publikációs tevékenységéért”.
2014-ben elnyerte a Magyar Tudományos Akadémia doktora címet.
2022-ben Akadémia Díjban részesült a Magyar Tudományos Akadémiától Enyhülés és emancipáció. Magyarország, a szovjet blokk és a nemzetközi politika, 1944–1991 című monográfiájáért.

## Díjai
- A Magyar Érdemrend lovagkeresztje (2013)
- Egyetemért Érdemérem, Budapesti Corvinus Egyetem (2018)
- Corvinus Aranyérem, Budapesti Corvinus Egyetem (2022)
- Akadémiai Díj, Magyar Tudományos Akadémia (2022)

## Főbb művei
- "Az 1956-os magyar     forradalom helye a szovjet kommunista rendszer összeomlásában". Az 1991. június 13-15-én     Budapesten az Országos Széchényi Könyvtárban megtartott nemzetközi     konferencia jegyzőkönyve; szerk. Békés Csaba; 1956-os     Intézet, Bp., 1993
- Az 1956-os magyar forradalom a világpolitikában. Tanulmány és     válogatott dokumentumok; 1956-os Intézet, Bp., 1996

- The 1956 Hungarian Revolution and World Politics. Cold War International History Project, Woodrow Wilson International Center for Scholars, Washington D.C., September, 1996. Working Paper No. 16.

- The 1956 Hungarian Revolution. A history in documents. Csaba Békés, Malcolm Byrne, János M. Rainer (eds.) CEU Press, Budapest-New York, 2002

- Cold War, Détente and the 1956 Hungarian Revolution. Working paper No. 7, Project on the Cold War as Global Conflict, International Center for Advanced Studies, New York University, 2002

- Hungary and the Warsaw Pact, 1954–1989. Documents with an Introduction, Parallel History Project on NATO and the Warsaw Pact, www.isn.ethz.ch/php, 2003

- Európából Európába. Magyarország konfliktusok kereszttüzében, 1945–1990; Gondolat, Bp., 2004

- The Records of the Warsaw Pact Deputy Foreign Ministers (eds.) Csaba Békés, Anna Locher, Christian Nuenlist, Introduction by Csaba Békés, Parallel History Project on NATO and the Warsaw Pact, www.isn.ethz.ch/php, 2005.

- Az 1956-os magyar forradalom a világpolitikában;     2. bőv., átdolg. kiad.; 1956-os Intézet, Bp., 2006
- A forradalom és a magyar     kérdés az ENSZ-ben, 1956–1963. Tanulmányok, dokumentumok és kronológia; szerk. Békés Csaba, Kecskés     D. Gusztáv; Magyar ENSZ Társaság, Bp., 2006
- Evolúció és revolúció. Magyarország és a nemzetközi politika 1956-ban; szerk. Békés Csaba; 1956-os Intézet–Gondolat, Bp., 2007

- Csaba Békés, László Borhi, Peter Ruggenthaler, Ottmar Trasca (Eds.) Soviet Occupation of Romania, Hungary, and Austria 1944/45–1948/49, Central European University Press, Budapest – New York, 2015

- Enyhülés és emancipáció. Magyarország, a szovjet blokk és a nemzetközi politika, 1944–1991; Osiris–MTA TK, Bp., 2019

- Hungary's Cold War: International Relations from the End of World War Two to the Fall of the Soviet Union. University of North Carolina Press, Chapel Hill. The New Cold War History series, 2022.